# Ahmed Dlimi

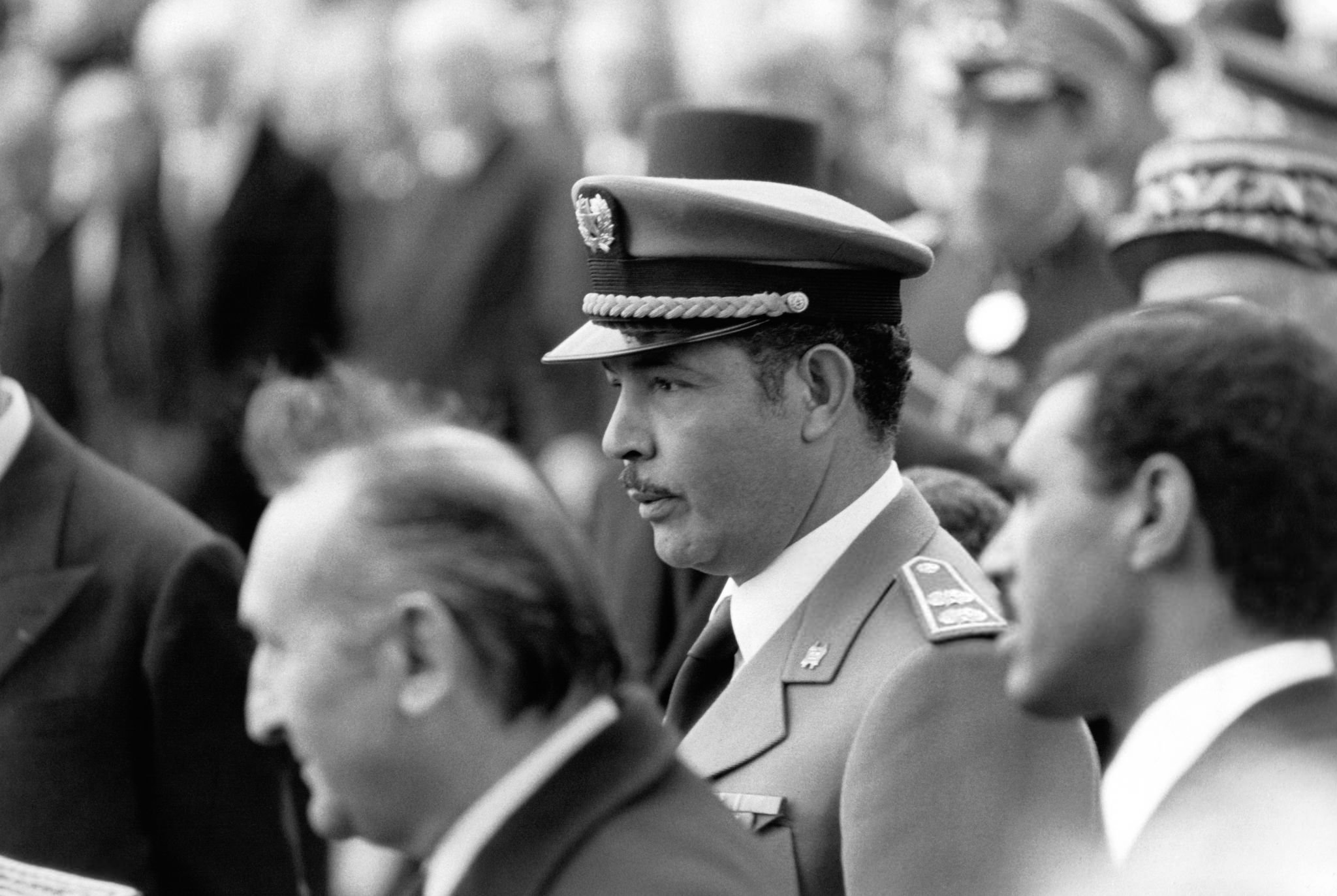
Ahmed Dlimi, 1976

Ahmed Dlimi (* 16. Juli 1931 in Sidi Kacem in der ehemaligen Region Gharb-Chrarda-Béni Hsen, Nordwest-Marokko; † 22. Januar 1983) war ein General der königlich-marokkanischen Armee.

## Leben
Er besuchte das Lycée Moulay Youssef in Rabat und trat anschließend in die Militärschule von Meknès ein. Er nahm an der Zerschlagung der Befreiungsarmee im Süden teil und wurde zum Major befördert. Bei der Polizeiarbeit galt Dlimi als sadistischer Praktiker der entwickelten Verhöre.
Am 29. Oktober 1965 wurde der marokkanische Oppositionspolitiker Ben Barka von Paris aus in das Haus des Kriminellen Georges Boucheseiche in Fontenay-le-Vicomte entführt. Dort wurde er noch am selben oder am darauffolgenden Tag ermordet. Der Mitarbeiter des SDECE-Geheimdienstes Antoine Lopez sagte aus, dass er Ahmed Dlimi am Nachmittag des 30. Oktober vom Flughafen Orly aus ins Haus von Boucheseiche gefahren habe. Zu diesem Zeitpunkt war Dlimi Direktor der marokkanischen Sicherheitspolizei.
Im Prozess gegen die Tatverdächtigen im September–Oktober 1966 gehörte Dlimi zu den Angeklagten, war aber zunächst nicht vor Gericht erschienen. Erst am Tag vor der vorgesehenen Urteilsverkündung stellte er sich der französischen Justiz. Der Prozess wurde vertagt und im April–Juni 1966 wieder aufgenommen. Da die Befragungen von Zeugen und des Chefs der Pariser Polizei-„Brigade criminelle“ ergaben, dass Dlimis Alibi für die fragliche Nacht zutreffend zu sein schien, wurde er freigesprochen.
Nach den misslungenen Putschversuchen in den Jahren 1971 und 1972 ließ Hassan II. zahlreiche Mitglieder der Opposition ermorden und bis zu zwei Jahrzehnte lang in Kerkern verschwinden. Dlimi gelang es, das Vertrauen des Königs zu erhalten und er blieb eine wichtige Stütze des Regimes.
Während der expansionistischen Grünen Marsches wurde Dlimi zum General befördert. Offiziell starb Dlimi bei einem Autounfall. Ahmed Dlimi war als Militärgouverneur von Südmarokko mit Ramis Freien Offizieren für einen Friedensschluss mit der Frente Polisario eingetreten. Er wurde von Hassan II. in seinen letzten Lebensjahren misstrauisch beäugt.